# Kraski

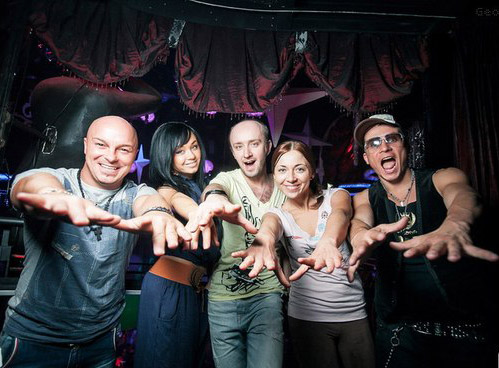
Trupa Kraski în 2012, în Nijni Novgorod

Kraski (în rusă Краски) este o formație de muzică pop / Eurodance originară din Belarus, cu activitatea de creație în limba rusă.
Trupa a fost fondată pe 1 ianurie 2001, în capitala Belarusului – orașul Minsk, iar din 2003 activează la Moscova. Până în prezent a lansat cinci albume de studio, toate în prima jumătate a anilor 2000, perioadă în care s-a bucurat de o mare popularitate în Rusia și spațiul CSI, cu mai multe piese în topul clasamentelor muzicale.
Din prima componență a trupei făceau parte Ekaterina Borovik, Olga Guseva, Vasilii Bogomia, Andrei Cighir. Producătorul formației și autorul pieselor este Aleksei Voronov.
În 2011, single-ul «Ты уже взрослый», aka Старший Брат (Tî uje vzroslîi / Starșii brat; în română Tu deja ești matur / Fratele mai mare) al formației Kraski, a fost numit de tabloidul «Афиша» (Afișa), drept unul din cele mai remarcabile și memorabile hituri pop din ultimii 20 de ani de pe piața rusească.
În iulie 2001, fosta solistă Kraski, Oxana Kovalevskaia, s-a căsătorit cu producătorul formației, Alexei Voronov.
Din anul 2002, festivalul rusesc de muzică rock «Нашествие» (Nașestvie) avea drept slogan oficial „Ție nu-ți mai place trupa Kraski” («Ты больше не любишь группу „Краски”»), vers extras chiar din piesa formației — «Ты уже взрослый» («Старший брат»).
În 2003 trupa a fost persecutată de autoritățile bieloruse, la oficiul lor fiind efectuate percheziții și fiind reținuți unii angajați. Din acel moment formația s-a mutat și stabilit la Moscova.
Pe 30 iulie 2012, solista formației Marina Ivanova a fost sechestrată de un bărbat în Sankt Petersburg, după care a fost eliberată cu succes de poliție.
Denumirea formației Kraski se traduce din limba rusă ca vopsele. Albumele lansate de formație sunt vopsite în diferite culori.

## Discografie

### Albume
- Ты уже взрослый (noiembrie 2001), relansat sub denumirea Старший брат: желтый альбом (mai 2002)
- Я люблю тебя, Сергей: красный альбом (2003)
- Оранжевое солнце: оранжевый альбом (2003)
- Весна: синий альбом (2004)
- Те, кто любит: фиолетовый альбом (2004)

### Proiecte colaborative
- ЯК-40 и Краски (2001) — «Ты у меня одна»
- Краски и Viza Незалежнай Рэспублікі Мроя (2003) — «Тры чарапахі»
- Краски и Андрей Губин (2004) — «Те,кто любит»

### Piese nelansate
- «Море» (2004)
- «Мальчик с открытки» (2006)

## Componență

### Membri actuali
- Dasha Subbotina: vocal
- Denis Barvinok: coregrafie
- Vitali Kondrakov: coregrafie

### Foști membri
- Ekaterina (Katea) Borovik: vocal, 2001
- Oxana Kovalevskaia: vocal, 2002—2006
- Vasili Bogomia: claviatură, 2001—2003
- Andrei Cighir: claviatură, 2001—2003
- Dmitri Orlovski: claviatură, 2003—2006
- Katea Sașa: vocal 2006-2011

## Literatură
- Д.П. (2008). „«КРАСКИ»”. Энцыклапедыя беларускай папулярнай музыкі (ed. 2000 экз). Мінск: Зміцер Колас. уклад. Дз. Падбярэзскі і інш. pp. 144–145. ISBN 978-985-6783-42-8.